# Darwinova cena

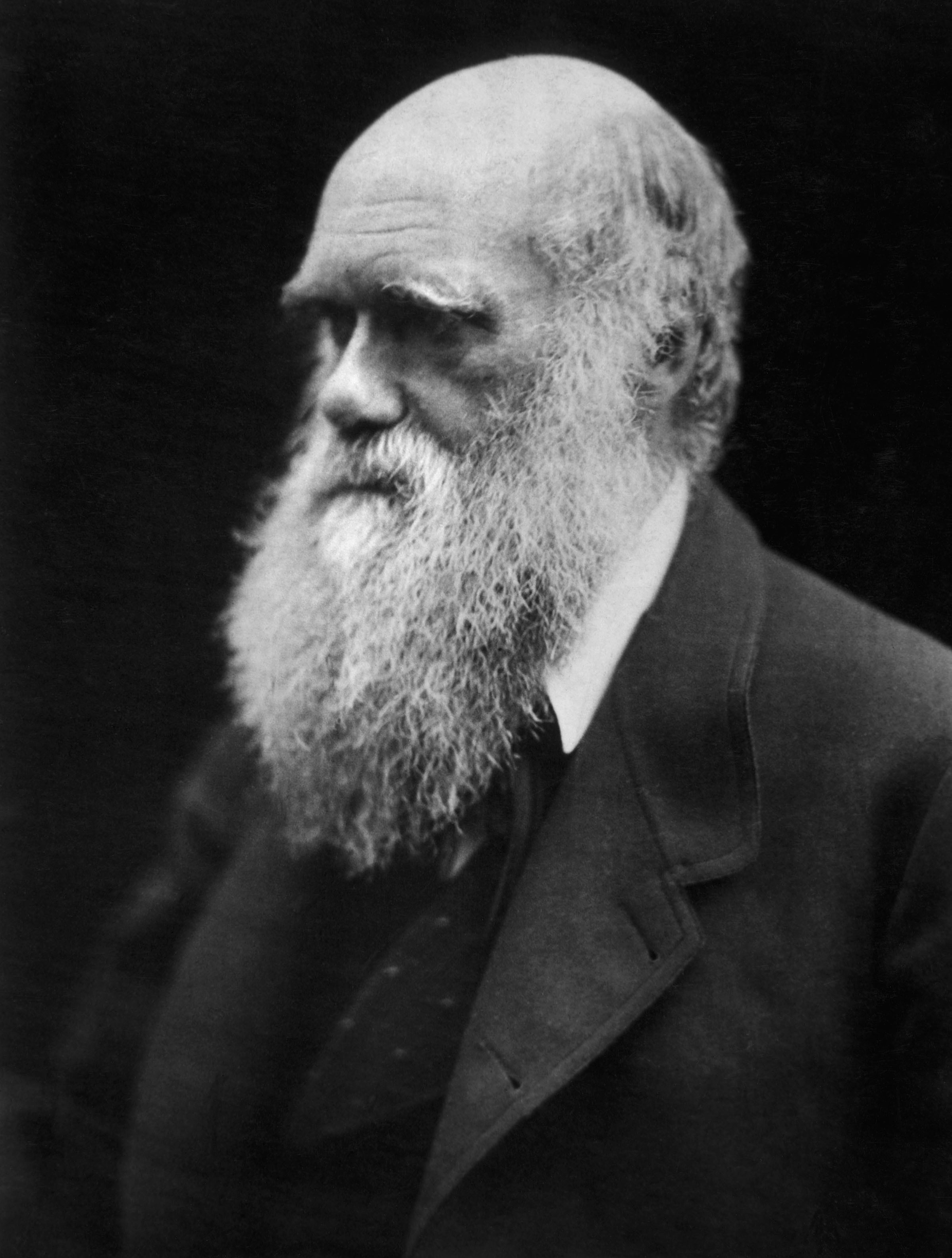
Fotografie Charlese Darwina z roku 1868 (Julia Margaret Cameron), Po tomto zakladateli evoluční biologie byla cena (či spíše anticena) pojmenována.

Darwinova cena (Darwin Award) je ironické ocenění pro lidi, „kteří se zasloužili o zlepšení lidského genofondu tím, že se z něj sami odstranili hloupým způsobem“. Cena je pojmenována po Charlesi Darwinovi, zakladateli evoluční biologie. Nejde o žádné hmotné ocenění, uděluje se na internetové stránce DarwinAwards.com jen jako určité (obvykle posmrtné) uznání.
Principem ceny je předpoklad, že lidská hloupost, která způsobí smrt svému nositeli, je dána geneticky a v duchu Darwinovy teorie přirozeného výběru se tak tento nebezpečný gen odstraňuje.
Příběhy lidí, kteří si sami sobě přivodili kuriózní smrt neuvěřitelně hloupým způsobem (např. smyšlený příběh muže, který si na své auto namontoval startovací raketu pro nákladní letadla), zpočátku kolovaly jen skrze e-maily. V roce 1993 je americká bioložka Wendy Northcutt začala sbírat a později založila web, na němž se ceny udělují.

## Pravidla
Podle Wendy Northcutt je pro získání ceny nutné splnit pět požadavků:
- Neschopnost reprodukce – nominovaný se musí zabít nebo sterilizovat.
- Skutečně výjimečné a neuvěřitelné selhání soudnosti – kandidátova hloupost musí být jedinečná, některé příliš běžně konané hlouposti (např. hraní ruské rulety, v čemž je výjimkou ocenění mladíka, který zmíněnou hru hrál s automatickou pistolí; močení na třetí kolejnici) jsou z nominací výslovně vyloučené.
- Kandidát se z genofondu musí odstranit sám, svou vlastní hloupostí.
- Kandidát musí být schopen jasného úsudku (cenu nemohou dostat mentálně retardovaní, duševně nemocní a děti do šestnácti let).
- Pravdivost – událost musí být ověřená.

Příhody, které nebyly potvrzeny nějakým důvěryhodným zdrojem, jsou pak umisťovány do speciální sekce pojmenované „urban legends“ (městské legendy).